# 冀东1941年冬季战役
冀东1941年冬季战役，中共方面称冀东反伪治安军战役，是中国抗日战争中八路军对日本军所扶持控制的华北治安军展开的一场战役，自1941年11月始，至1942年2月终。

## 结果
八路军在整个战役中作战23次，缴获山炮两门、迫击炮10门、重机枪7挺、轻机枪62挺、长短枪3000余支。